# Hours (Funeral for a Friend)
Hours is het tweede studioalbum van de Welshe rockband Funeral for a Friend. Het album werd op 14 juni 2005 uitgebracht door Atlantic en Ferret Records. Het werd geproduceerd, opgenomen en gemixt door Terry Date. 
Van het album zijn vier singles uitgegeven: "Streetcar", "Monsters", "History" en "Roses for the Dead". Het album zelf is in vier verschillende versies verschenen: een reguliere versie, een speciale uitgave met bonusdvd en alternatieve hoes, een Japanse editie met twee bonusnummers en een gelimiteerde Japanse uitgave met zes bonusnummers.

## Tracklist
| 1.                 | All the Rage       | 3:37 |
| 2.                 | Streetcar          | 3:37 |
| 3.                 | Roses for the Dead | 4:06 |
| 4.                 | Hospitality        | 4:44 |
| 5.                 | Drive              | 5:06 |
| 6.                 | Monsters           | 3:29 |
| 7.                 | History            | 4:08 |
| 8.                 | Recovery           | 3:31 |
| 9.                 | The End of Nothing | 3:19 |
| 10.                | Alvarez            | 4:16 |
| 11.                | Sonny              | 3:15 |
| Totale duur: 43:15 |                    |      |

## Bezetting
- Gareth Davies
- Matthew Davies
- Ryan Richards
- Kris Coombs Roberts
- Darran Smith
- Brian Valentino